# Walesi labdarúgó-stadionok listája
Wales labdarúgó-stadionjainak listája befogadóképesség szerint.
| #   | Stadion                      | Befogadóképesség | Klub                        | 2008–09-es szezon                          |
| --- | ---------------------------- | ---------------- | --------------------------- | ------------------------------------------ |
| 1   | Millennium Stadion           | 74 500           | Walesi labdarúgó-válogatott | N/A                                        |
| 2   | Ninian Park                  | 22 008           | Cardiff City                | Football League Championship               |
| 3   | Liberty Stadion              | 20 280           | Swansea City                | Football League Championship               |
| 4   | Racecourse Ground            | 15 891           | Wrexham                     | Conference National                        |
| 5   | Cwmbran Stadion              | 10 500           | Cwmbran Town                | Welsh Football League First Division       |
| 6   | Penydarren Park              | 10 000           | Merthyr Tydfil              | Southern League Premier Division           |
| =7  | Jenner Park                  | 6 000            | Barry Town                  | Welsh Football League Second Division      |
| =7  | Victoria Road                | 6 000            | Port Talbot Town            | Welsh Premier League                       |
| 9   | Park Avenue                  | 5 500            | Aberystwyth Town            | Welsh Premier League                       |
| 10  | Latham Park                  | 5 000            | Newtown                     | Welsh Premier League                       |
| 11  | Newport Stadium              | 4 300            | Newport County              | Conference South                           |
| 12  | Glenhafod Park Stadion       | 4 000            | Goytre United               | Welsh Football League First Division       |
| 13  | Belle Vue                    | 3 800            | Rhyl                        | Welsh Premier League                       |
| 14  | Stebonheath Park             | 3 700            | Llanelli                    | Welsh Premier League                       |
| 15  | Recreation Ground            | 3 500            | Caersws                     | Welsh Premier League                       |
| =16 | Maes y Dre Recreation Ground | 3 000            | Welshpool Town              | Welsh Premier League                       |
| =16 | Richmond Park                | 3 000            | Carmarthen Town             | Welsh Premier League                       |
| =16 | The Oval                     | 3 000            | Caernarfon Town             | Welsh Premier League                       |
| 19  | Llanelian Road               | 2 500            | Colwyn Bay                  | Northern Premier League Division One South |
| =20 | Bridge Meadow Stadion        | 2 000            | Haverfordwest County        | Welsh Premier League                       |
| =20 | Stafford Common              | 2 000            | Garden Village              | Welsh Football League Second Division      |
| =20 | Y Traeth                     | 2 000            | Porthmadog                  | Welsh Premier League                       |
| 23  | Farrar Road Stadion          | 1 500            | Bangor City                 | Welsh Premier League                       |